# AT Весов
AT Весов (лат. AT Librae) — одиночная переменная звезда в созвездии Весов на расстоянии (вычисленном из значения параллакса) приблизительно 49194 световых лет (около 15083 парсеков) от Солнца. Видимая звёздная величина звезды — от +16,5m до +15,3m.

## Характеристики
AT Весов — пульсирующая переменная звезда типа RR Лиры (RR).